# 산업적인
"산업적인"은 한국에서 제작된 배효룡 감독의 1994년 단편 영화이다. 최학락 등이 주연으로 출연하였고 조미애 등이 제작에 참여하였다.

## 출연

### 주연
- 최학락
- 이영숙

## 기타
- 조명: 임창제